# Erhard Kroeger
Erhard Kroeger, född 24 mars 1905 i Riga, död 24 september 1987 i Tübingen, var en tysk promoverad jurist och SS-Oberführer. Han var befälhavare för Einsatzkommando 6, en mobil insatsstyrka som under andra världskriget mördade judar, partisaner, bolsjevikiska partikommissarier och andra för Tredje riket misshagliga personer i Ukraina.

## Biografi
Efter studentexamen studerade Kroeger rättsvetenskap vid Königsbergs universitet, där han promoverades till juris doktor efter att ha lagt fram avhandlingen Die rechtliche Stellung des Ausländers in Lettland. I Lettland tillhörde Kroeger den tyskfolkliga rörelsen, vars ledare han blev. År 1938 flyttade Kroeger till Berlin, där han upptogs i SS och anställdes vid Volksdeutsche Mittelstelle, en organisation som ombesörjde folktyskarnas välfärd. I juli 1940 blev Kroeger ledamot av den tyska riksdagen som representant för Wartheland, den västliga delen av Polen som hade inlemmats i tyska riket 1939.

### Operation Barbarossa

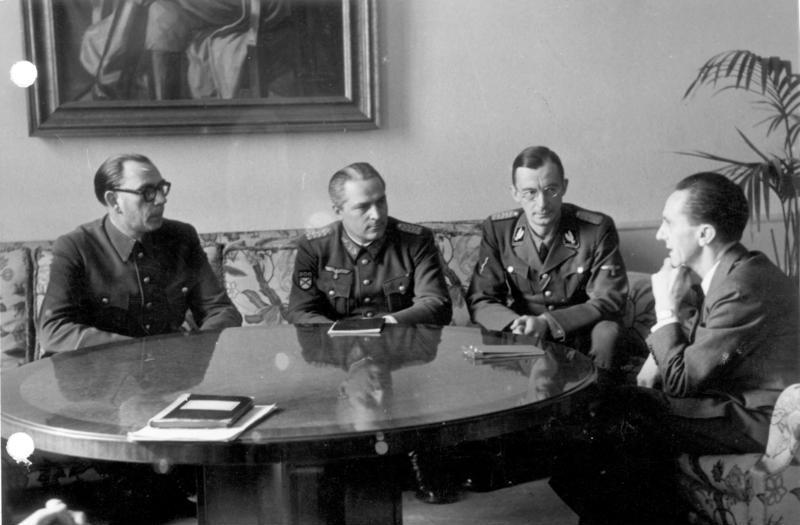
Erhard Kroeger (andre från höger) i samtal med Andrej Vlasov, Georgij Žilenkov och Joseph Goebbels den 28 februari 1945.

Den 22 juni 1941 anföll Tyskland sin tidigare bundsförvant Sovjetunionen och inledde Operation Barbarossa. I kölvattnet på de avancerande tyska arméerna följde Einsatzgruppen, mobila insatsgrupper med uppdrag att mörda judar, partisaner, politiska kommissarier (så kallade politruker) och andra personer som ansågs hota Tredje rikets säkerhet. Kroeger var från juni till november 1941 chef för Einsatzkommando 6, som opererade i Ukraina. Kroegers enhet följde Armégrupp Süd och förövade under hans ledarskap massakrer i Zolotjiv, Proskurov, Vinnytsja, Novoukrajinka, Kryvyj Rih, Dnipropetrovsk, Zaporizjzja och Nikopol.
I november 1944 inrättades Ryska befrielsearmén (Russkaja osvoboditelnaja armija, ROA) under den före detta sovjetiske generallöjtnanten Andrej Vlasov och Kroeger utsågs då till förbindelseofficer mellan Reichsführer-SS Heinrich Himmler och ROA:s stab.

### Efter andra världskriget
Efter andra världskrigets slut gick Kroeger under jorden under falskt namn. Det dröjde till 1965, innan han greps i den schweiziska kantonen Zürich och utlämnades till Västtyskland. Landgericht Tübingen dömde honom i juli 1969 till fängelse i tre år och fyra månader.

## Skrifter
- Die rechtliche Stellung des Ausländers in Lettland (1927)
- Zur Mentalität des baltischen Studenten (publicerad i Baltische Monatsschrift 1928)
- Volksdeutsche Heimkehr (1940, med Hans Krieg)
- Der Auszug aus der alten Heimat. Die Umsiedlung der Baltendeutschen (1967)

## Befordringshistorik
| Datum           | Tjänstegrad         |
| --------------- | ------------------- |
| 1940            | SS-Standartenführer |
| 9 november 1941 | SS-Oberführer       |